# Sistema tampão de bicarbonato

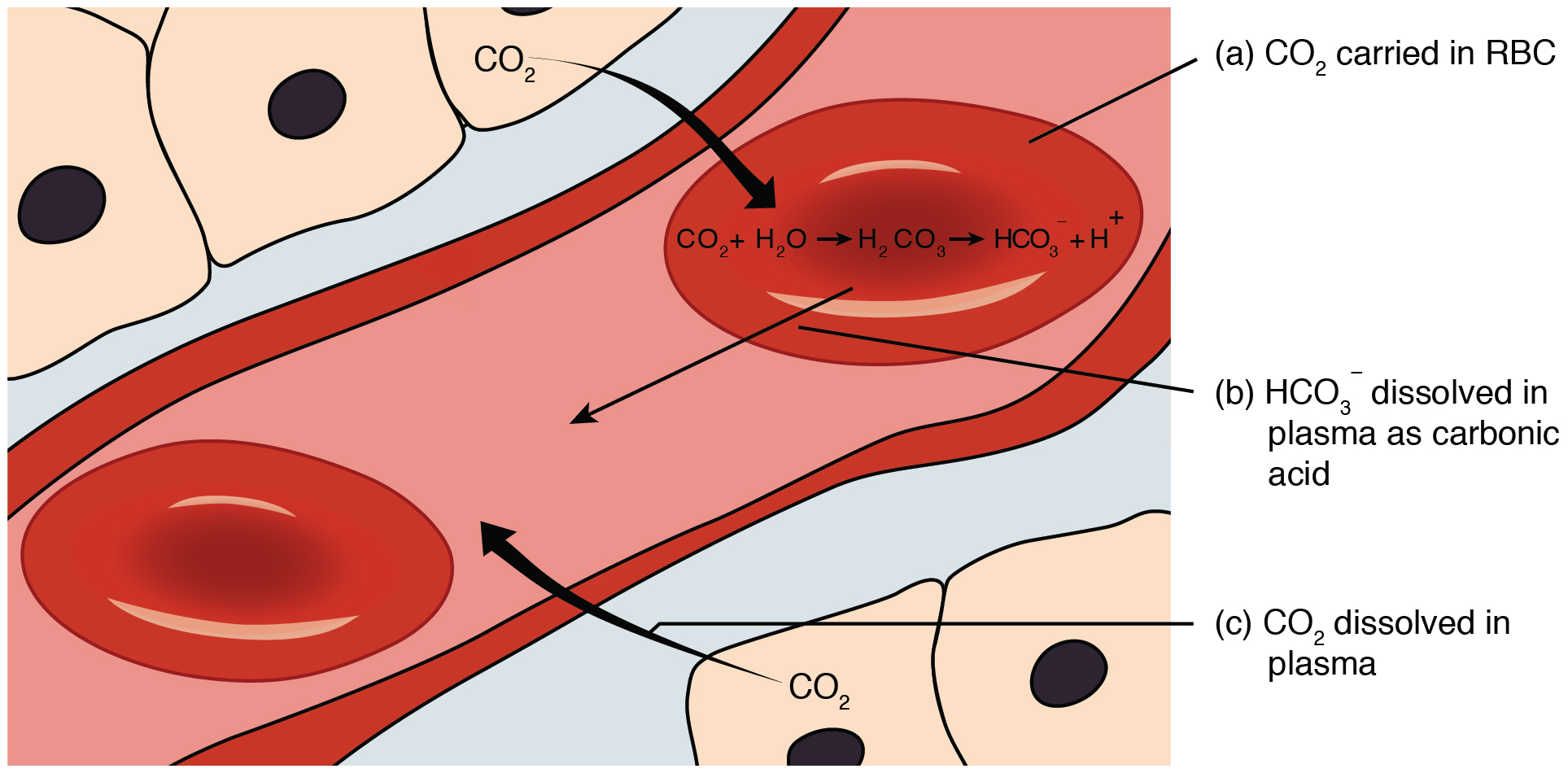
Ilustração do sistema

O tampão carbonato/bicarbonato é um sistema tamponante presente nos organismos vivos que consiste na mistura das substâncias HCO3- e H2CO3. No Sangue, o sistema é feito a partir do CO2 gasoso, que ao entrar na corrente sanguínea reage com H2O para criar o H2CO3 seguindo a seguinte reação :
{\displaystyle {\ce {CO2 + H2O <-> H2CO3 <->HCO3^- +H^+}}}
Aqui o ácido é o H2CO3 (pK=6,35) e sua base conjugada é HCO3- (pK=10,33)
O tampão em conjunto com o tampão fosfato e o tampão de proteínas do plasma são o sistema de tamponamento do sangue, sendo o tampão carbonato/bicarbonato o principal. O tampão cobre uma faixa de pH básico entre 9,2 e 10,8, sendo usado pelo sistema digestivo para neutralizar o ácido gástrico e estabilizar o pH intercelular do epitélio no estômago e duodeno. 
Aplicações:
O tampão é usado para estudos de reações enzimáticas em pH básicos, com a reação da fosfatase alcalina. Também é estudado para a solubilização de fármacos em estudos In vitro, pois ele simula em parte as condições fisiológicas.
Preparação:
Para preparar o tampão, deve se usar carbonato e bicarbonato de sódio (Na2CO3 e NaHCO3) preferencialmente em água MilliQ. 
Preparar 100 ml Na2CO3 0,1 M (Massa molecular: 105,99 g/ml, por tanto são 1,0599 g por cada 100 ml) e NaHCO3 0,1 M (Massa molecular: 84,01 g/ml, por tanto são 0,8401 g por cada 100 ml) e titular enquanto medindo com um potenciômetro até obter o pH desejado.